# All-Amhara-Volksorganisation
Die All-Amhara-Volksorganisation (Abkürzung amharisch መአሕድ, englisch All Amhara People's Organization, Abkürzung AAPO) ist eine auf ethnischer Basis beruhende nationalistische Partei in der Region Amhara, einer ethnisch definierten Region in Äthiopien.
Die All-Amhara-Volksorganisation setzt sich für das Selbstbestimmungsrecht der Amharen ein und versucht, ihre Rechte zu verteidigen. Die Mitgliederbasis der Partei besteht insbesondere aus Shewa-Amharen (Shewa ist die ehemalige Provinz in der Umgebung der Hauptstadt Addis Abeba). Die All-Amhara-Volksorganisation ist strikt gegen die Regionalisierung von Äthiopien und befürchtet einen Zerfall des ehemals amharisch dominierten Imperiums. Dagegen befürwortet die All-Amhara-Volksorganisation die Einheit Äthiopiens und lehnt die Unabhängigkeit Eritreas ebenso ab wie die Politik der Föderalisierung.
Die Partei wurde im Jahre 1999 von dem Professor Asrat Woldeys gegründet und am 10. Dezember 2002 offiziell registriert. Der frühere Vorsitzende Asrat Woldeys wurde von 1994 bis Ende 1998 aufgrund einer Verurteilung wegen „Aufruf zum bewaffneten Widerstand“ gefangengehalten. Er verstarb in den Vereinigten Staaten von Amerika am 14. Mai 1999.
Der aktuelle Vorsitzende ist Ato Shewangizaw Gebre Silassie. Bei den nationalen legislativen Parlamentswahlen in Äthiopien 2005, am 15. Mai, trat die All-Amhara-Volksorganisation gemeinsam mit dem Oromo-Nationalkongress und dem Demokratischen Bündnis der Völker Südäthiopiens als Mitgliedspartei der Vereinigten Äthiopischen Demokratischen Kräfte an, einem Wahlbündnis, welches zusammen 52 der insgesamt 527 Abgeordnetensitze des Volksrepräsentantenhauses (dem Unterhaus der Äthiopischen Parlaments) erringen konnte.